# سیاه‌چاله‌ها و جهان‌های نوزاد و مقاله‌های دیگر
سیاه‌چاله‌ها و جهان‌های نوزاد و مقاله‌های دیگر (به انگلیسی: Black Holes and Baby Universes and Other Essays) یک کتاب علمی عامه‌فهم نوشته فیزیکدان انگلیسی استیون هاوکینگ است که در سال ۱۹۹۳ منتشر شد.
این کتاب مجموعه‌ای از مقاله‌ها و سخنرانی‌هایی است که توسط هاوکینگ نوشته شده و عمدتاً در مورد آرایش سیاه‌چاله‌ها و اینکه چرا آنها ممکن است گره‌هایی باشند که جهان‌های دیگر از آن رشد می‌کنند. هاوکینگ ترمودینامیک سیاهچاله، نسبیت خاص، نسبیت عام و مکانیک کوانتومی را مورد بحث قرار می‌دهد. هاوکینگ همچنین زندگی خود را در دوران جوانی و تجربه بعدی خود از بیماری اسکلروز جانبی آمیوتروفیک را شرح می‌دهد. این کتاب همچنین شامل مصاحبه با پروفسور هاوکینگ است.